# Jean Jacques Machado
Jean Jacques Machado (nascido em 12 de fevereiro de 1968) é um praticante de jiu-jitsu brasileiro. Ele é um dos cinco irmãos Machado (Carlos, Roger, Rigan e John). Machado é sobrinho do cofundador e grão-mestre do BJJ, Carlos Gracie, e aprendeu a arte marcial desde cedo.
Machado é conhecido por suas habilidades no grappling, tendo conquistado títulos no ADCC Submission Wrestling World Championship em sua divisão de peso, além de um vice-campeonato na divisão absoluta em 2001. Como resultado de suas conquistas no esporte, ele foi incluído no ADCC Hall of Fame como parte da turma de 2024.

## Biografia
Machado nasceu no Rio de Janeiro, Brasil e sofreu com uma má-formação congênita decorrente da síndrome da banda amniótica, que o deixou com apenas o polegar e o dedo mínimo na mão esquerda. Apesar desse problema, que afeta diretamente a capacidade de fazer pegadas, ele começou a treinar jiu-jitsu há mais de trinta anos e dominou a cena competitiva do jiu-jitsu brasileiro em seu país natal, conquistando todos os principais títulos e prêmios entre 1982 e 1992.
Em 1992, Machado mudou-se para os Estados Unidos, onde continuou competindo com sucesso.
Em 6 de junho de 2011, em uma cerimônia privada realizada na academia de Rickson Gracie em West Los Angeles, Machado foi promovido à faixa vermelha e preta de 7º grau no jiu-jitsu brasileiro. Essa prestigiosa promoção foi um reconhecimento por seus 25 anos como faixa-preta, atuando como instrutor, competidor e campeão. Ele recebeu o 8º grau da faixa preta pelas mãos de Rickson Gracie em 29 de março de 2025.

## Carreira como treinador
Desde que se aposentou das competições, Machado tem se dedicado ao ensino de seus alunos. Ele ficou conhecido por ter treinado o fundador da 10th Planet Jiu Jitsu, Eddie Bravo, e o podcaster Joe Rogan, além de várias outras celebridades e figuras proeminentes das artes marciais, como Freddie Prinze Jr. e Dan Inosanto.
Machado atuou como treinador ao lado de Roger Gracie, Rigan Machado e Dean Lister na sexta temporada da Professional Grappling Federation, realizada de 21 a 26 de abril de 2024. Machado liderou a equipe Team X-Martial no torneio, que conquistou o título por equipes.

## Títulos profissionais
Campeonato Estadual de Jiu-Jitsu do Rio de Janeiro
- Campeão dos meio-pesados por 11 anos consecutivos (1982–1992)

Campeonato Brasileiro de Jiu-Jitsu
- Campeão dos meio-pesados por 11 anos consecutivos (1982–1992)[5]

Campeonatos de Sambo
- Campeão nacional e pan-americano dos meio-pesados
- 1993 – Oklahoma – 1º lugar
- 1994 – San Diego, Califórnia – 1º lugar

Grappling Style Challenge Japão
- 1995 – Campeão

Campeonato Americano de Jiu-Jitsu Brasileiro
- Campeão por 4 anos consecutivos (1995–1998)

Black Belt Super Challenge Championships
- 1998 – Campeão
- 2000 – Campeão

Campeonato Mundial de Submission da ADCC
- 1999 – Medalha de ouro na divisão 66–76 kg, prêmio de Lutador Mais Técnico[3]
- 2000 – Medalha de prata na divisão 66–76 kg
- 2001 – Medalha de prata na divisão absoluta, prêmio de Melhor Luta e Finalização Mais Rápida
- 2005 – Superluta – Vice-campeão

## Linhagem de instrutores
Jigoro Kano → Tomita Tsunejirō → Mitsuyo Maeda → Carlos Gracie Sr. → Hélio Gracie → Rickson Gracie → Jean Jacques Machado